# Bitwa w lasach janowskich (1939)
Bitwa w lasach janowskich – wrześniowe walki wielkich jednostek i oddziałów Armii „Małopolska” przebijających się do Lwowa przez kompleks leśny Roztocza Wschodniego rozciągający się od zachodnich skrajów Janowa Lwowskiego do przedmieść Lwowa.

## Koncentracja w lasach janowskich
Po zwycięskim uderzeniu w okolicach Jaworowa trzech karpackich dywizji piechoty (11, 24, i 38)  zgrupowanie gen. Sosnkowskiego zatrzymało się w lasach janowskich i zorganizowało obronę w lesie. Tu miały dołączyć też oddziały Armii „Kraków”. Niestety, zaledwie jeden szwadron z 3 pułku Ułanów Śląskich zameldował się w sztabie 11 KDP. Sytuacja wojsk polskich była tragiczna. Wojska były bez przerwy bombardowane z powietrza. Pod Trzema Kopcami rozbito batalion mjr. Młyńskiego z 53 pułku piechoty Strzelców Kresowych.
W 24 DP pozostały cztery bataliony w dwóch zgrupowaniach: ppłk. Szymańskiego (39 pp) i ppłk. Ziętkiewicza (38 i 17 pp oraz 1 psp). Do lasów janowskich dywizja maszerowała w drugim rzucie za 11 KDP. Po  nocnych walkach obsadziła skraj lasu w rejonie kolonii Kapłanka i przez dobę broniła się od zachodu przed niemiecką 7 Dywizją Piechoty
38 Dywizja Piechoty działała w rozproszeniu zgrupowaniami batalionowymi. Jej  I/98 pp mjr. Marka,  gen. Sosnkowski spotkał pod Dobrostanami. Pozostałe (II/96 pp mjr. Kledzika i II/98 pp ppłk. Lachowicza) skoncentrowały się  w rejonie Tuczap, gdzie pomieszane  z taborami i artylerią, były ostrzeliwane artylerią z rejonu Gródka Jagiellońskiego i bombardowane przez lotnictwo. Dowódca piechoty dywizyjnej płk Pecka zarządził marsz przez Wolę Dobrostańską do lasów janowskich. Nie dołączyły jednak do maszerujących kolumn oddziały artylerii i tabory. Część wojska dostała się do niewoli, część po zniszczeniu uzbrojenia rozeszła się. 38 DP pozostała prawie bez taborów i artylerii. 
Dopiero w południe 17 września nawiązano łączność ze sztabem zgrupowania. W rejonie Janowa płk Pecka zbierał nadal i porządkował  przemieszane oddziały. W celu ubezpieczenia przepraw na Wereszycy wysłał dwa bataliony: III/96 pp mjr. Małka pod Lelechówkę i III/97 mjr. Wrony do Janowa. Między Janowem i Lelechówką ugrupował kawalerię dywizyjną rtm. Neymana. 
Wobec braku wiadomości o dowódcy dywizji, gen. Sosnkowski na odcinek 38 DP skierował  gen. Dreszera, a do Lwowa nadał drogą radiową rozkaz w którym nakazywał częścią garnizonu lwowskiego wykonać uderzenie zbieżne w kierunku przebijających się karpackich dywizji.

## Walki oddziałów

### Obrona w lesie
Od zachodu na będące w obronie siły 11 KDP i 24 DP  nacierała niemiecka 7 DP. W czasie walk o Szkło polska artyleria odcięła jej odwody dywizyjne i zadała im duże straty. Jednak 7 kompania 48 pp kpt. Józefa Jossego nie wytrzymała uderzenia i oddała miejscowość.
Opanowawszy Szkło Niemcy uderzyli na III/48 pp ppłk. Głowackiego. Batalion odparł pierwsze uderzenie. Około 12:45 nieprzyjaciel wprowadził do walki 61 pułk piechoty i wdarł się do lasu na styku II i III batalionu 48 pułku piechoty Strzelców Kresowych. Kontratak odwodu dywizji przywrócił przedni skraj obrony. Niemcy nie zaprzestali jednak ataków. Tym razem uderzyli na pozycję 49 Huculskiego pułku strzelców i po raz kolejny na 48 pułk piechoty Strzelców Kresowych.
Natarcie niemieckie doszło do Grabnika. Rozwinięte baterie 11 pal kapitanów Józefa Korabiowskiego i Jana Pietrzaka ogniem na wprost zatrzymały atak niemiecki. Straty polskie były jednak wysokie.
Od rana 17 września oddziały 24 DP walczyły z powodzeniem z wojskami grupy „Utz” i częścią sił  grupy „Pemsel”. Rano 18 września, będący na stanowisku dowodzenia w folwarku Jamelna gen. Sosnkowski w obecności gen. Dreszera i Chmurowicza otrzymał pismo marszałka  Śmigłego–Rydza. Rozkaz zawierał wiadomość o wkroczeniu na teren Polski wojsk sowieckich i nakazywał przejście granicy węgierskiej. Dokument był mocno uszkodzony, ponieważ samolot dostarczający rozkaz został zaatakowany przez nieprzyjaciela. O godz. 16.00 gen. Sosnkowski na odprawie w Żorniskach postanowił zniszczyć ciężki sprzęt i w lasach na południe od Lwowa rozpocząć walkę partyzancką. 
Tymczasem walki trwały nadal. 38 DP walczyła o Janów. Miasteczko przechodziło kilkakrotnie z rąk do rąk. 18 września jego gruzy zostały zdobyte przez Polaków. Bataliony 24 DP po wycofaniu się przez Janów w marszu na Lwów uderzyły na Rzęsnę Ruską i odniosły początkowo sukces. Zatrzymały je odwody 1DG i czołgi nadciągającej 5 DPanc. 
11 KDP wciąż walczyła pod Lelechówką. Wieczorem otrzymała rozkaz wycofania się. Odwrót oddziałów odbywał się w sposób chaotyczny i rozczłonkowany. Dowódca zgrupowania, gen. Sosnkowski utracił z nią łączność. Nad ranem oddziały podeszły do zajętej przez Niemców Lelechówki. Wykorzystując poranną mgłę, zdecydowano się na natarcie. Na lewym skrzydle nacierała grupa ppłk. Hodały. Oddziały polskie opanowały wzgórze pod Lelechówką i wzięły wielu jeńców. Nie ruszyła jednak tyraliera dowodzona przez z ppłk. dypl. Kocura. Jej dowódca nie zameldował się już swoim „wrześniowym” dowódcom. 
Ostatecznie 11 KDP przebiła się do lasów brzuchowickich.

### W kierunku Lwowa
Nawiązawszy kontakt z dowódcą 11 KDP, gen. Sosnkowski powtórnie ocenił sytuację i postanowił jednak przebijać się do Lwowa, choć część oddziałów 38 DP zaczęła już niszczyć sprzęt. 
19 września o 12:00 płk Prugar zameldował gotowość dwóch batalionów – mjr. Lityńskiego i ppłk. Głowackiego do działania. Zgrupowanie uderzeniowe wspierać miały cztery baterie lekkie i jedna ciężka. O 12:30 szosą na Hołosko Wielkie ruszył batalion mjr. Lityńskiego. W tym samym czasie Niemcy uderzyli na batalion Obrony Narodowej. Doszło do boju spotkaniowego. Wycofujących się żołnierzy ON wsparł początkowo oddział zwiadowców por. Buryły, a następnie walkę przejęły siły główne batalionu Lityńskiego. Polacy przeszli do pościgu. Dopiero na granicy lasu natarcie załamało się pod ogniem broni maszynowej i artylerii przeciwnika.
Natarcie zbiorczych batalionów 11 KDP rozpoczęło się o 18:00. Batalion ppłk. Głowackiego po ciężkich walkach opanował pozycje niemieckie. Jednak z powodu dużych strat zatrzymał się i pozostał w miejscu. Batalion mjr. Lityńskiego przełamał po zażartych walkach opór niemieckiej grupy „Schörner” i w składzie ok. 100 żołnierzy przedarł się do Lwowa.
Po częściowym powodzeniu natarcia dziennego o 24:00 rozpoczęło się natarcie nocne dwóch batalionów zbiorczych 24 DP. Batalion mjr. Böhma dotarł prawie pod Lwów, jednak z powodu ogromnych strat zmuszony został do powrotu na pozycje wyjściowe. Batalion mjra Henryka Dyducha po krwawych walkach przedarł się do Kleparowa. Pozostało z niego nieco ponad 100 żołnierzy.
Rano gen. Sosnkowski nakazał wznowić natarcie. Uderzyć miały wszystkie bataliony pomieszanych już dywizji. Artyleria, pozbawiona oficerów, map i środków łączności miała olbrzymie trudności z kierowaniem ogniem.
Natarcie ruszyło, choć przeciwnik raził piechotę polską ze stanowisk na przeciwstokach.
Artyleria przestała wspierać piechotę. Musiała bronić się sama. Do jej stanowisk dotarły oddziały niemieckie atakujące od zachodu. Kolejne natarcie załamało się. Walka rozgrywała się zaledwie 1,5 kilometra od rogatek Lwowa, jednak jego załoga nie była w stanie przyjść z pomocą. Oddziały obrońców Lwowa walczące w dniach 18 – 21 września w okolicy ul. Warszawskiej straciły wielu zabitych i rannych.

## Epilog
W nocy z 21 na 22 września podjęto ostatnią  próbę dotarcia do Lwowa. Na leśnej drodze sformowano kolumnę. Ciężki sprzęt zniszczono. Na czele stanęła szpica pod dowództwem ppłka Szymańskiego.
300 rannych pozostało na podwórzu gajówki pod opieką dwóch lekarzy, kilku sanitariuszy i jeńców. 
Kolumna ruszyła. Wkrótce szpica wraz z przewodnikiem oderwała się od sił głównych. Zmęczeni żołnierze zasypiali w marszu. Oddziały gubiły się i błądziły. Ostatecznie część żołnierzy z gen. Orlikiem-Łukoskim i płk. Wirem-Konasem dostała się do niewoli sowieckiej. Pułkownik Prugar-Ketling przedostał się do Francji. Podobnie gen. Sosnkowski dotarł na Węgry i dalej na Zachód. Do Lwowa w ostatnich godzinach jego obrony, przedostało się około 500 żołnierzy armii „Karpaty”. 

## Niemcy o bitwie w lasach janowskich
Cytat z  księgi pamiątkowej niemieckiego VII Korpusu:

O lesie janowskim wspominać będą żołnierze 7 Dywizji jeszcze długo, gdy się spotkają ze sobą nawet po 30 lub 50 latach. Cóż to sprawiło, że ten - jak go nazwali - "las śmierci" tak głęboko utkwił w ich pamięci? [...] Chodziło o sposób walki stosowanej przez Polaków: pełzający, wijący się obfitujący w jakieś wyrafinowane, zdradzieckie zaskoczenia. Las jako kryjówka i osłona odskoków, las jako zasadzka i punkt oparcia, las ze swoim cieniem i gęstwiną jako teren działania i górujące stanowisko strzeleckie -las jako twierdza i ostoja ... jednym słowem las jako sprzymierzeniec w boju - to właśnie nazwie "Janów" nadało owo szczególne znaczenie".